# Ghiacciaio Carnein
Il ghiacciaio Carnein è un ghiacciaio lungo circa 15 km situato nella parte nord-occidentale della Dipendenza di Ross, nell'Antartide orientale. Il ghiacciaio, il cui punto più alto si trova a circa 600 m s.l.m., si trova sulla costa di Scott, all'estremità settentrionale delle montagne del Principe Alberto, dove fluisce verso sud, scendendo dall'angolo sud-orientale della dorsale Eisenhower e scorrendo lungo il versante occidentale della cresta McCharty fino ad andare ad alimentare la piattaforma glaciale Nansen, tra la cresta Anderson, a ovest, e capo Rhodes, a est.

## Storia
Il ghiacciaio Carnein è stato mappato da membri dello United States Geological Survey (USGS) grazie a fotografie aeree scattate dalla marina militare statunitense nel periodo 1955-63, e così battezzato dal Comitato consultivo dei nomi antartici in onore di Carl R. Carnein, un glaciologo di stanza alla stazione McMurdo nella stagione estiva 1965-66.